# How Great Thou Art
How Great Thou Art är ett gospelalbum från 1967 med Elvis Presley. Det var hans andra gospelalbum efter His Hand in Mine från 1960 och belönades med en Grammy för Best Sacred Performance.

## Låtlista
1. "How Great Thou Art" (engelsk text av Stuart K. Hine baserad på en svensk text av Carl Gustav Boberg) 3:04
2. "In the Garden" (C. Austin Miles) 3:13
3. "Somebody Bigger Than You and I" (Sonny Burke/Hy Heath/John Lange) - 2:30
4. "Farther Along" (trad.) 4:07
5. "Stand by Me" (trad.) 2:29
6. "Without Him" (Mylon LeFevre) - 2:32
7. "So High" (trad.) - 1:59
8. "Where Could I Go But to the Lord" (James B. Coats) - 3:39
9. "By and By" (trad.) - 1:53
10. "If the Lord Wasn't Walking by My Side" (Henry Slaughter) - 1:40
11. "Run On" (trad.) 2:24
12. "Where No One Stands Alone" (Mosie Lister) - 2:44
13. "Crying in the Chapel" (Artie Glenn) - 2:24